# Trichothyrinula
Trichothyrinula — рід грибів родини Microthyriaceae. Назва вперше опублікована 1950 року.